# Lyndon Rush
Pour les articles homonymes, voir Rush.
Lyndon Rush, né le 24 novembre 1980 à Humboldt, est un bobeur canadien en tant que pilote après avoir été pousseur. Au cours de sa carrière, il a notamment remporté une médaille d'argent aux Championnats du monde 2012 à Piste de bobsleigh, luge et skeleton de Lake Placid en bob à deux et trois autres médailles par équipes mixtes en 2008, 2011 et 2013. En 2010, à Vancouver, il gagne une médaille de bronze aux Jeux olympiques en bob à quatre avec David Bissett, Lascelles Brown et Chris le Bihan. En Coupe du monde, il a remporté en tant que pilote l'épreuve de Park City en novembre 2009 de bob à 4, il s'agit par ailleurs de son premier podium dans cette compétition. Il remporte par la suite quatre courses de Coupe du monde en bob à deux, s'adjugeant le classement général de la spécialité en 2013.

## Biographie
Repéré en 2004 par l'équipe olympique canadienne de bosleigh, il est initialement retenu en tant que pousseur. Cependant, il est très vite appelé à devenir pilote quelques mois après. Il dispute sa première épreuve de Coupe du monde lors de la saison 2006-2007 le 20 janvier 2007 à Igls (Autriche) où il termine 22e puis un mois plus tard prend part aux Championnats du monde de la FIBT à Saint-Moritz dans les épreuves de bob à 2 (17e) et de bob à 4 (21e).
En 2008, il dispute toutes les épreuves de la Coupe du monde, améliorant ses performances. Aux mondiaux, il prend la 16e et la 13e place respectivement en bob à 4 et bob à 2, il participe également à l'épreuve mixte où il remporte la médaille d'argent. En 2009, il réalise de nombreux top 10 en Coupe du monde, étant 11e du classement de bob à 2 et 15e du bob à 4, aux mondiaux il échoue à la 7e place du bob à 2 et à la 12e du bob à 4.
En 2010, année olympique dont les épreuves ont lieu au Canada, Lyndon Rush réalise lors de la première épreuve de la Coupe du monde une grande performance en s'imposant en bob à 4 aux côtés de Chris Le Bihan, Dan Humphries et Lascelles Brown sur la piste de Park City le 15 novembre 2009, un peu à la surprise générale et lance parfaitement sa saison.

## Palmarès

### Jeux Olympiques
- : médaillé de bronze en bob à 4 aux JO 2010.

### Championnats monde
- : médaillé d'argent en bob à 2 aux championnats monde de 2012.
- : médaillé d'argent en équipe mixte aux championnats monde de 2008.
- : médaillé de bronze en équipe mixte aux championnats monde de 2011 et 2013.

### Coupe du monde
- 1 globe de cristal : 
  - Vainqueur du classement bob à 2 en 2013.
- 16 podiums  : 
  - en bob à 2 : 4 victoires, 3 deuxièmes places et 3 troisièmes places.
  - en bob à 4 : 1 victoire et 6 troisièmes places.
- 5 podiums en équipe mixte : 2 victoires, 1 deuxième place et 2 troisièmes places.

#### Détails des victoires en Coupe du monde
| Édition   | Bob à 2             | Bob à 4   |
| 2009-2010 | Saint-Moritz        | Park City |
| 2011-2012 | Whistler            |           |
| 2012-2013 | La Plagne Königssee |           |